# Arrondissement di Cognac
L'arrondissement di Cognac è un arrondissement dipartimentale della Francia situato nel dipartimento della Charente, nella regione della Nuova Aquitania.

## Storia
Fu creato nel 1800 sulla base dei preesistenti distretti. Nel 1926 vi fu integrato l'arrondissement soppresso di arrondissement di Angoulême. Il 1º gennaio 2008 vi è stato trasferito il cantone di Rouillac, che in precedenza faceva parte dell'arrondissement di Angoulême.

## Composizione
L'arrondissement è composto da 112 comuni raggruppati in 9 cantoni:
- cantone di Baignes-Sainte-Radegonde
- cantone di Barbezieux-Saint-Hilaire
- cantone di Brossac
- cantone di Châteauneuf-sur-Charente
- cantone di Cognac-Nord
- cantone di Cognac-Sud
- cantone di Jarnac
- cantone di Rouillac
- cantone di Segonzac